# Henri VI (troisième partie)
Pour les articles homonymes, voir Henri VI.
La troisième partie d'Henri VI est un drame historique de William Shakespeare, créé probablement en 1592 et publié la première fois en 1595. C'est la dernière partie du cycle de trois pièces qui compose la trilogie de Shakespeare sur Henri VI, et qui, avec la pièce Richard III, forme la première tétralogie de Shakespeare. Cette dernière couvre la période comprise entre la mort d'Henri V en 1422 et la mort de Richard III en 1485 à la bataille de Bosworth. À la différence de la première partie, cette pièce se focalise entièrement sur la guerre civile des Deux-Roses. À l'exclusion d'une scène en France (acte III, scène 3), toute l'action se passe en Angleterre.

## Argument
La troisième partie s'inscrit dans une parfaite continuité avec la deuxième partie, puisque celle-ci se finit à la première bataille de St Albans par les mots : « Allons-nous les poursuivre ? », « Les poursuivre ? Non, les devancer ! », tandis que la troisième partie commence par : « Je me demande vraiment comment le roi a pu nous filer entre les doigts ». 
À ce moment, le rapport des forces est favorable au camp York. Richard Plantagenêt, duc d'York, contraint le roi Henri VI à le désigner comme son héritier à la couronne. Malgré cette promesse, les deux partis s'affrontent une nouvelle fois à la bataille de Wakefield, où Richard Plantagenêt est tué. Ses trois fils, Édouard, Georges et Richard, qui étaient des personnages secondaires dans la deuxième partie, deviennent alors des personnages centraux. Édouard se proclame roi sous le nom d'Édouard IV malgré l'existence du roi Henri VI, ce qui conduit à une nouvelle bataille à Towton, gagnée par le clan York. Henri VI est capturé et enfermé à la Tour de Londres.
Édouard IV envoie Warwick en France demander pour lui la main de Bonne de Savoie, belle-sœur du roi Louis XI. Pendant ce temps, il se marie impulsivement avec une veuve, Lady Grey, sans prévenir son ambassadeur et le roi de France. Cet affront met en colère Warwick, qui, de dépit, rejoint le clan Lancastre, et Louis XI, qui prête à la reine Marguerite, femme d'Henri VI, des troupes fraîches pour l'aider à reconquérir son trône.
Warwick débarque en Angleterre avec ces troupes, surprend Édouard IV et le fait prisonnier (bataille d'Edgecote Moor). Mais Richard parvient à libérer son frère et l'aide à s'enfuir en France. Pendant ce temps, Warwick se rend à Londres et fait libérer Henri VI qui retrouve son trône. Le risque d'une nouvelle guerre civile étant grand, le jeune comte de Richmond, futur Henri VII, qui aura un rôle prépondérant dans la pièce suivante, Richard III, est envoyé par sécurité en Bretagne.
Édouard IV rentre en Angleterre et se proclame de nouveau roi, puis marche sur Londres, où il fait prisonnier Henri VI. Warwick rassemble ses amis et de nouvelles troupes et les deux partis s'affrontent cette fois lors de la bataille de Barnet, où Warwick est tué et où Édouard IV triomphe.
La reine Marguerite débarque à son tour et marche sur Londres avec son fils le prince héritier Édouard. La rencontre avec le clan York a lieu à Tewkesbury. La reine est défaite et prisonnière, ainsi que le prince héritier, qui est tué de sang-froid par les trois frères York. Richard part précipitamment pour Londres. Il se rend à la Tour de Londres, où est toujours détenu le roi Henri VI, et le tue d'un coup d'épée.
Édouard IV retrouve le trône royal et se félicite, tandis que Richard rumine des projets de royauté pour lui-même.

## Personnages
Anglais, partisans de Lancastre :
- Le roi Henri VI
- La reine Marguerite, fille de René d'Anjou, roi de Naples
- Le prince Édouard, prince de Galles, fils unique d'Henri VI et de Marguerite
- Henri Tudor, comte de Richmond, futur Henri VII, premier roi de la dynastie Tudor, rôle silencieux
- Le duc de Somerset, mélange de Henri Beaufort, 2e duc de Somerset et d'Edmond, son frère cadet[2]
- Le duc d'Exeter, 2e du nom
- Le comte de Northumberland, 3e du nom
- Le comte de Westmorland, 2e du nom
- Lord Stafford, rôle silencieux
- Le comte d'Oxford, 13e du nom
- Lord Clifford
- Somerville, personnage imaginaire
- Un chasseur, chargé de garder le roi Édouard
- Deux garde-chasse

Anglais, partisans d'York :
- Richard Plantagenêt, 3e duc d’York, cousin du roi,
- Édouard Plantagenêt, comte de March, puis duc d'York et enfin roi Édouard IV à partir de l'acte III, fils aîné de Richard
- Georges Plantagenêt, duc de Clarence, présenté comme le fils cadet de Richard, il en est en réalité le sixième[3]
- Richard Plantagenêt, duc de Gloucester, futur roi Richard III, présenté comme le troisième fils de Richard, il en est en réalité le onzième[4][Information douteuse]
- Edmond Plantagenêt, comte de Rutland, présenté comme le benjamin des fils de Richard, il en est en réalité le deuxième, plus âgé que Georges et Richard
- Le précepteur d'Edmond
- Sir John Mortimer, oncle du duc d'York
- Sir Hugh Mortimer, frère du précédent
- Lady Grey, appelée dans la pièce d'abord la veuve, puis la reine Élisabeth
- Le prince Édouard d'York, fils d'Édouard IV et de Lady Grey
- Le duc de Norfolk, 3e du nom
- Le comte de Warwick, 16e du nom, surnommé le « faiseur de rois », il passe ensuite dans le camp des Lancastre
- Le marquis de Montagu, frère de Warwick, il le suit chez les Lancastre
- Le comte de Pembroke, rôle silencieux, il apparaît seulement à l'acte IV scène 1, où Édouard IV lui adresse la parole (vers 124)
- Lord Hastings
- Lord Rivers, frère de Lady Grey
- Sir William Stanley, frère de Thomas Stanley, 1er comte de Derby
- Sir John Montgomery, historiquement il s'agit en fait de Thomas Montgomery (c. 1460 - 1495)
- Le gouverneur de la Tour de Londres
- Le maire d'York
- Le maire de Coventry
- La nourrice du prince Édouard d'York

Français :
- Le roi Louis XI
- La princesse Bonne de Savoie, sa belle-sœur
- Le seigneur de Bourbon, amiral de France

La bataille de Towton (acte II, scène 5) :
- Un père qui a tué son fils
- Un fils qui a tué son père

## Résumé

### Acte I

#### Scène 1 (à Londres, dans la salle du Parlement)
Richard, duc d'York, ses fils Édouard et Richard, plus ses partisans pénètrent dans la salle du Parlement après la première bataille de St Albans, qu'ils ont gagnée. Le duc s'assied sur le trône. Arrivent alors le roi Henri et ses partisans, Clifford, Northumberland, Westmorland, etc. Les deux partis s'échangent des menaces. Après des discussions sur leurs titres respectifs au trône, Henri finit par promettre de céder sa couronne à Richard d'York après son décès, déshéritant de ce fait son jeune fils, le prince Édouard. Ses partisans, interloqués, sortent. Richard promet de mettre fin à la guerre civile entre eux et d'honorer Henri comme son suzerain. Les partisans d'York sortent quand arrivent la reine Marguerite, femme d'Henri, et le prince héritier. Outrée de l'accord conclu avec le duc d'York, elle prévient Henri qu'elle ne renonce pas et qu'elle va poursuivre la lutte. Elle sort avec le prince.

#### Scène 2 (dans le château de Sandal)
Les frères, Édouard et Richard, et leur oncle Montagu essaient de convaincre le duc d'York d'oublier son serment et de s'emparer par la force de la couronne d'Angleterre avant la mort d'Henri. Le duc leur demande de préparer leurs troupes, pendant que lui va chercher une occasion pour provoquer un soulèvement, quand il apprend que la reine approche avec 20 000 hommes. Ils sortent pour se battre à un contre quatre.

#### Scène 3 (bataille de Wakefield[6])

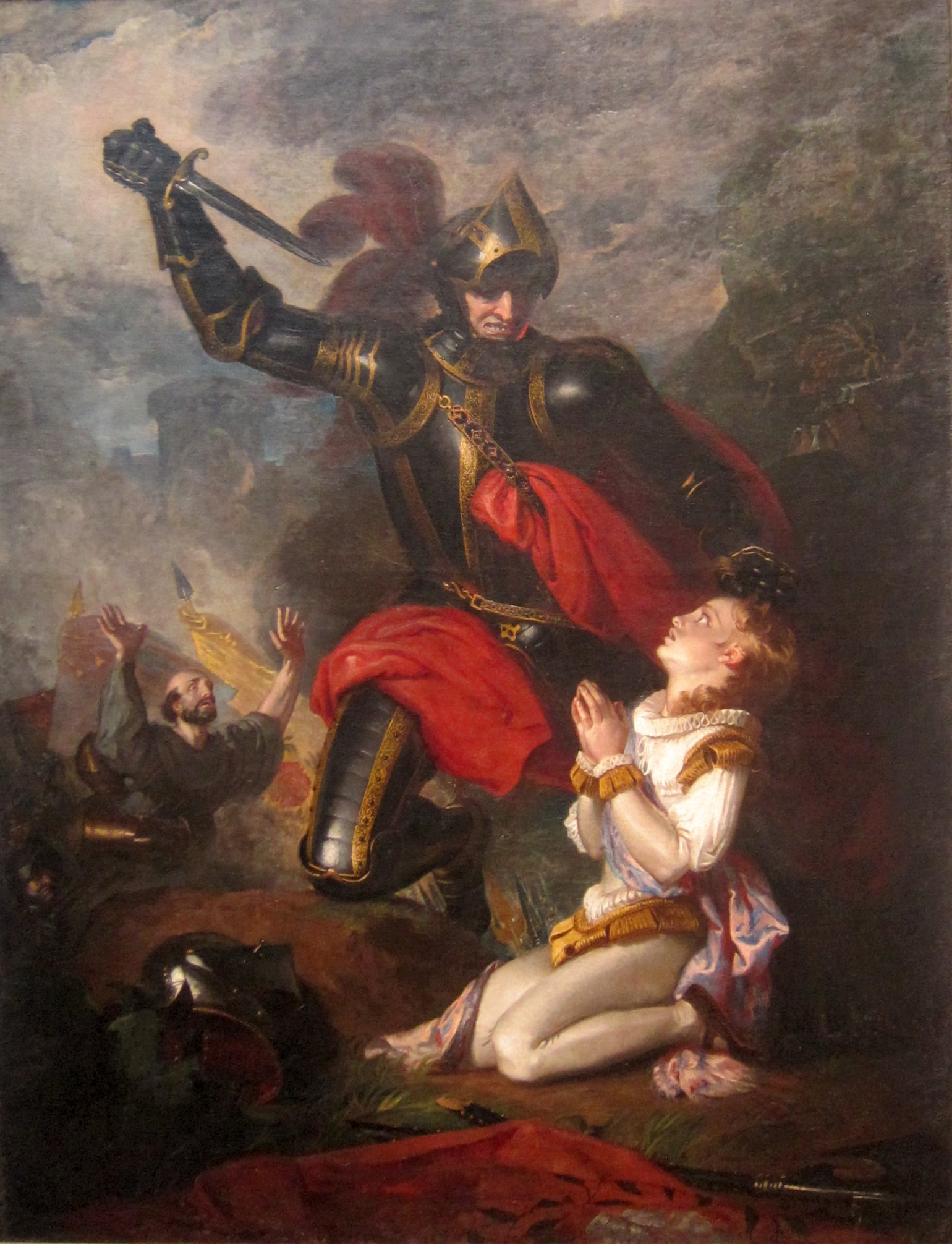
Meurtre de Rutland par Clifford à la bataille de Wakefield, par Charles Robert Leslie (1815).

Clifford tue le comte de Rutland, plus jeune fils du duc d'York.

#### Scène 4 (sur le champ de bataille)

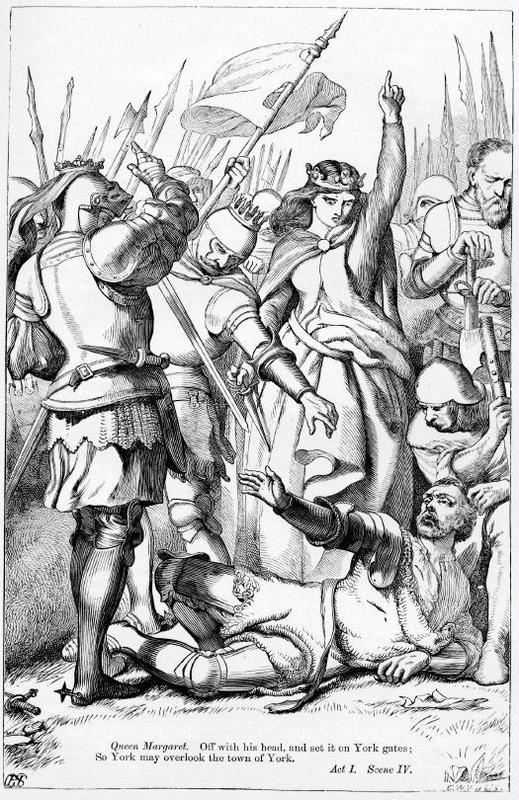
Mort du duc d'York à la bataille de Wakefield.

Le duc d'York monologue sur la dureté du combat et doute de l'issue. La reine apparaît avec ses partisans, Clifford, Northumberland. Grâce au nombre, ils le font prisonnier, et se moquent de lui, en lui montrant un mouchoir trempé dans le sang de son plus jeune fils. La réponse d'York contient le fameux passage : « Oh ! Cœur de tigresse caché sous la peau d'une femme ». Northumberland est ému, mais Clifford, suivi par la reine, poignarde le duc, puis lui coupe la tête.

### Acte II

#### Scène 1 (champ de bataille)
Édouard et Richard apprennent la mort de leur père. C'est à Édouard, le fils aîné que revient le duché d'York. Warwick les rejoint pour leur apprendre que, de son côté, il a été battu à la seconde bataille de St Albans et que la reine arrive avec 30 000 soldats. Ils sortent pour se préparer à un nouvel affrontement.

#### Scène 2 (à York)
À York, la reine a fait fixer la tête du duc d'York sur les remparts. Le roi Henri craint la suite des événements, tandis que Clifford l'encourage. Arrivent Édouard et Richard avec leurs partisans, et les deux clans se lancent des menaces, chacun revendiquant la royauté. Puis ils se préparent au combat.

#### Scène 3 (bataille de Towton[7])

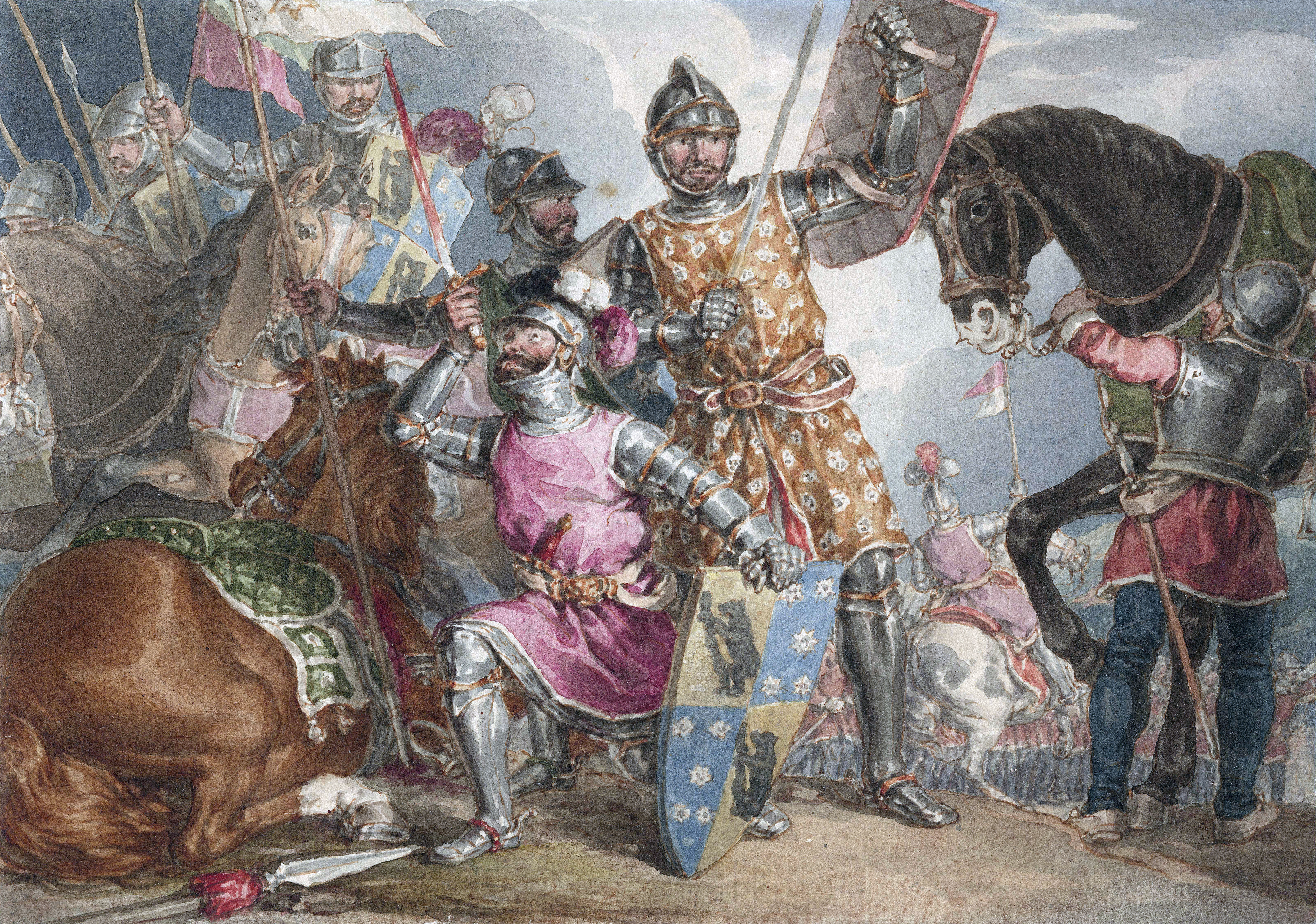
Bataille de Towton, Warwick, Édouard et Richard.

Édouard et Georges désespèrent de l'issue de la bataille, mais Warwick et Richard raniment leur courage.

#### Scène 4 (scènes de combat)
Richard et Clifford vont se battre ensemble, mais quand Warwick apparaît, Clifford s'enfuit.

#### Scène 5 (champ de bataille)

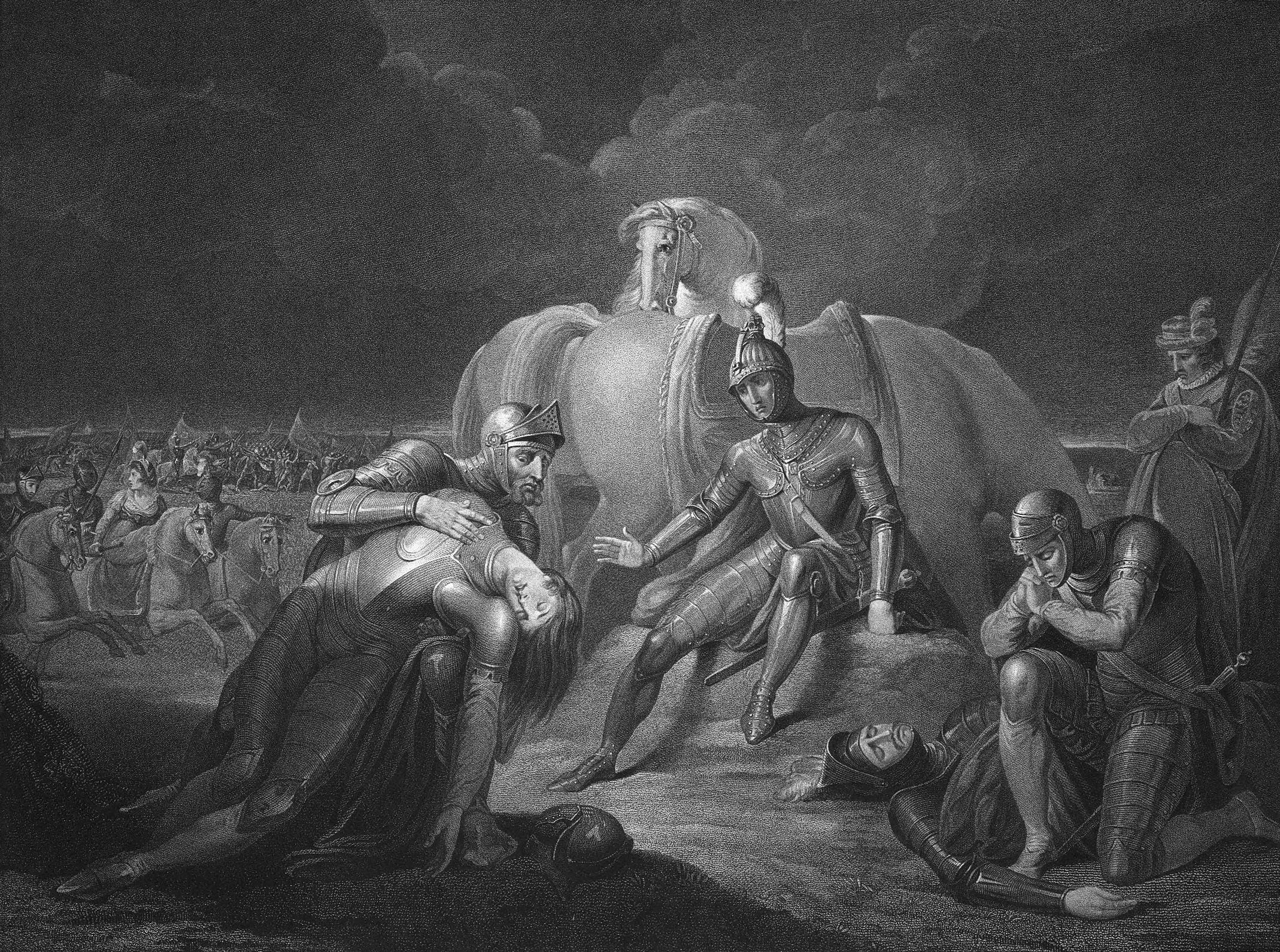
Bataille de Towton, Henri observe un père ayant tué son fils, et un fils ayant tué son père.

Henri VI se lamente sur cette bataille. Drames des guerres civiles, un fils qui a tué son père d'un côté, et un père qui a tué son fils de l'autre portent chacun un cadavre. Henri se demande si sa mort ne pourrait mettre fin à ces carnages.

#### Scène 6 (champ de bataille)
Clifford entre avec une flèche dans le cou. Il s'évanouit. Entrent Édouard, Richard, Georges et Warwick qui se félicitent de leur victoire. Ils découvrent alors Clifford agonisant. Ils l'abreuvent de sarcasmes, mais Clifford ne répond pas : il est mort. Warwick propose de se rendre en France pour solliciter la main de Bonne de Savoie, belle-sœur du roi de France, Louis XI, pour Édouard, avant qu'il se fasse couronner. Édouard accepte.

### Acte III

#### Scène 1 (à la campagne, près de la frontière écossaise[note 4])
Deux garde-chasse surprennent Henri VI, qui a quitté secrètement l'Écosse, où il s'était réfugié, pour revoir l'Angleterre. Ils l'appréhendent.

#### Scène 2 (au palais royal à Londres)
Devant Édouard, devenu le roi Édouard IV, Richard et Georges, une veuve vient solliciter la restitution de ses terres qui lui avaient été confisquées par le clan Lancastre après la bataille de St Albans, où son mari avait été tué. Le roi lui fait comprendre qu'elle retrouvera ses terres si elle cède à ses avances. Celle-ci refuse, quitte à perdre ses biens. Étonné de cette résistance, Édouard propose de l'épouser. Ses deux frères, Georges et Richard sont stupéfaits.

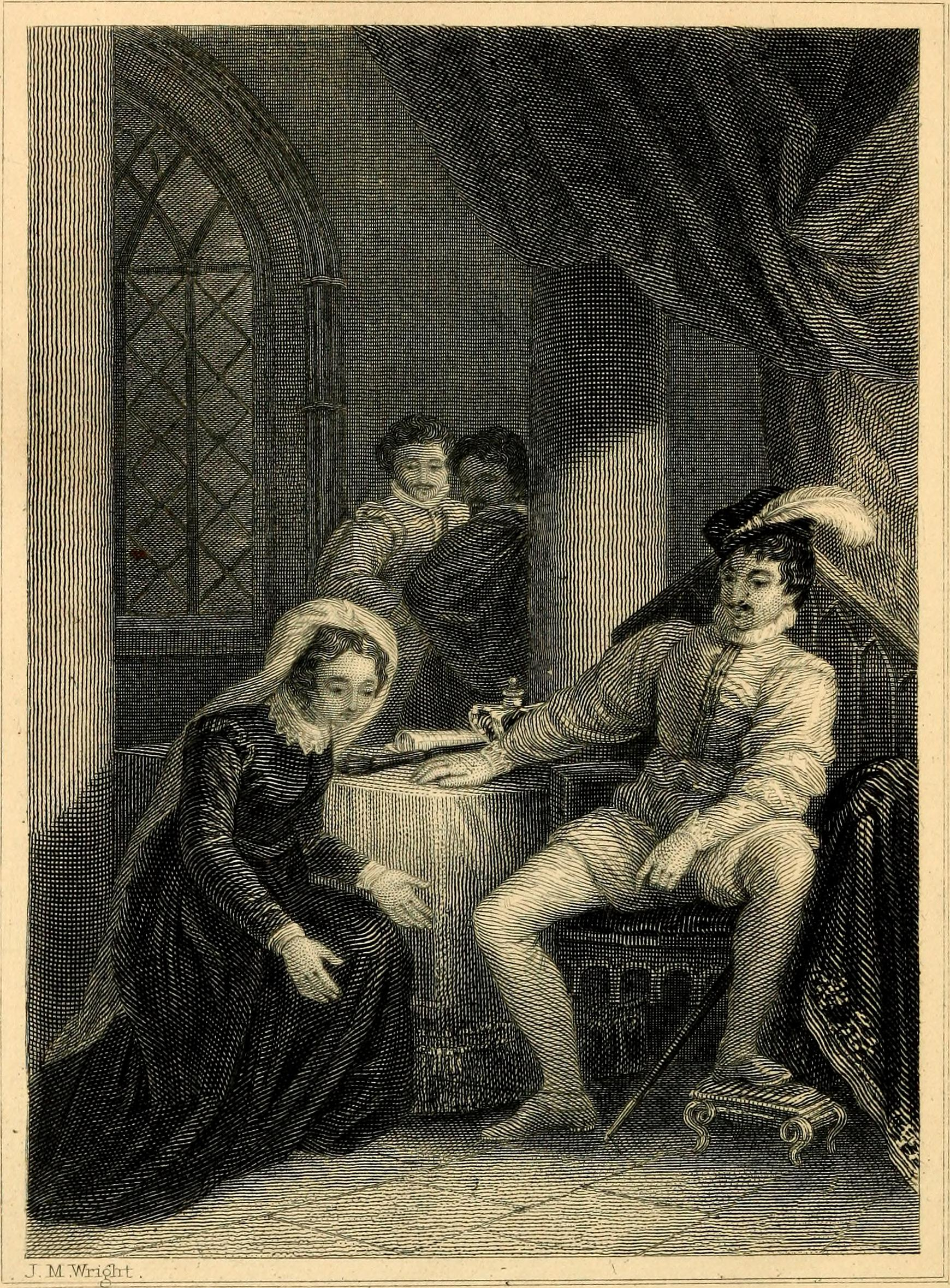
Lady Grey implore l'aide du roi Édouard.

À ce moment, ils apprennent que le roi Henri a été capturé et conduit à la Tour de Londres. Resté seul, Richard révèle dans un monologue son ambition pour la couronne, énumérant les personnes, y compris ses frères, qui lui font obstacle.

#### Scène 3 (en France, à la cour de Louis XI)
L'ancienne reine Marguerite, fille de René d'Anjou, vient demander l'aide du roi de France. Elle croise Warwick venu demander la main de Bonne pour son roi. Warwick vante l'amour de son suzerain pour Bonne. Louis XI et Bonne acceptent. À cet instant arrive une estafette qui leur apprend que le roi Édouard IV a épousé une veuve, Lady Grey, ce qui irrite Louis XI et plonge Warwick dans une colère telle qu'il se range du côté de la reine Marguerite et du prince héritier, dans le clan des Lancastre. La reine Marguerite est ravie de gagner un tel combattant, surnommé le « faiseur de rois ».
Tous se liguent contre le roi Édouard IV, abandonné aussi par son propre frère Georges, comte de Clarence, qui lui reproche de s'être marié par luxure. Louis XI offre à Warwick 5 000 hommes et des bateaux pour la traversée, pour l'aider à renverser le roi Édouard. 

### Acte IV

#### Scène 1 (au palais royal à Londres)
Le roi Édouard s'est marié avec Lady Grey, qui est devenue ainsi la reine Élisabeth. À la cour, les avis divergent sur l'opportunité d'un tel mariage. Clarence change ouvertement de camp, se déclarant du côté de Warwick et de la reine Marguerite. Richard, lui, préfère ne pas exprimer son opinion, mais prétend rester du côté du roi, son frère. 

#### Scène 2 (en Angleterre[note 5]avec des soldats français, prémices de la bataille d'Edgecote Moor[8])
Georges, duc de Clarence, et Somerset rejoignent Warwick, qui projette de s'emparer d'Édouard IV pendant son sommeil en profitant de la nuit.

#### Scène 3 (dans le camp d'Édouard)
Le roi est fait prisonnier. Richard et Hastings parviennent à s'enfuir. Warwick explique au roi qu'il a changé de camp, car il l'a déshonoré lors de son ambassade en France. Il lui dit qu'il reconnaît maintenant pour roi Henri VI.

#### Scène 4 (au palais royal à Londres)
La reine Élisabeth a appris la capture de son mari, Édouard IV, et que Warwick marche sur Londres. Comme elle est enceinte, elle va se réfugier dans l'abbaye de Westminster, qui fait office de sanctuaire, pour protéger sa vie et celle de l'enfant qu'elle porte.

#### Scène 5 (près du château de Middleham)
Richard s'est embusqué avec Hastings et Stanley pour attendre Édouard prisonnier, qui est autorisé à aller régulièrement à la chasse pour se délasser. Ils le trouvent et lui proposent de l'aider à s'enfuir en France. Il accepte, et ils s'en vont tous, y compris le chasseur qui l'accompagnait et lui servait de gardien, car il craint de se faire pendre s'il reste.

#### Scène 6 (à la Tour de Londres)
Warwick se rend à la Tour de Londres et libère Henri VI, qui y était emprisonné. Warwick et Clarence sont tous deux nommés Lord Protecteur du royaume par Henri. Celui-ci leur demande de faire rentrer de France sa femme, la reine Marguerite, et son fils le prince héritier Édouard. On lui présente Henri Tudor, comte de Richmond, futur Henri VII. Une estafette vient leur apprendre l'évasion d'Édouard IV, aidé par Richard et Hastings. Devant la crainte d'une nouvelle guerre civile, le jeune comte de Richmond est envoyé en sûreté en Bretagne, décision lourde de conséquence dans la pièce suivante, Richard III.

#### Scène 7 (dans la ville d'York)
Édouard IV est rentré de France à Ravenspurn et est retourné dans sa ville d'York. Tout le monde le presse de se déclarer immédiatement roi de nouveau, ce qu'il fait.

#### Scène 8 (à Londres)
Warwick apprend qu'Édouard IV marche sur Londres. Avec Clarence, Montagu et Oxford, il part organiser la levée de nouvelles troupes, pendant qu'Henri VI reste à Londres. Mais Édouard atteint Londres avant que les troupes lancastriennes ne soient constituées. Il fait prisonnier Henri, puis, avec Richard, il se dirige vers Coventry, où Warwick se trouve seul.

### Acte V

#### Scène 1 (à Coventry)
Warwick attend des renforts de ses amis, mais c'est Édouard qui se présente. Warwick est assiégé, mais ses renforts finissent par arriver : Oxford, puis Montagu et Somerset. Clarence arrive enfin, mais il hésite à se battre contre ses frères. Richard le convainc de se joindre à eux, même si Warwick est son beau-père. Les deux partis se donnent rendez-vous à Barnet pour se battre.

#### Scène 2 (fin de la bataille de Barnet[10])

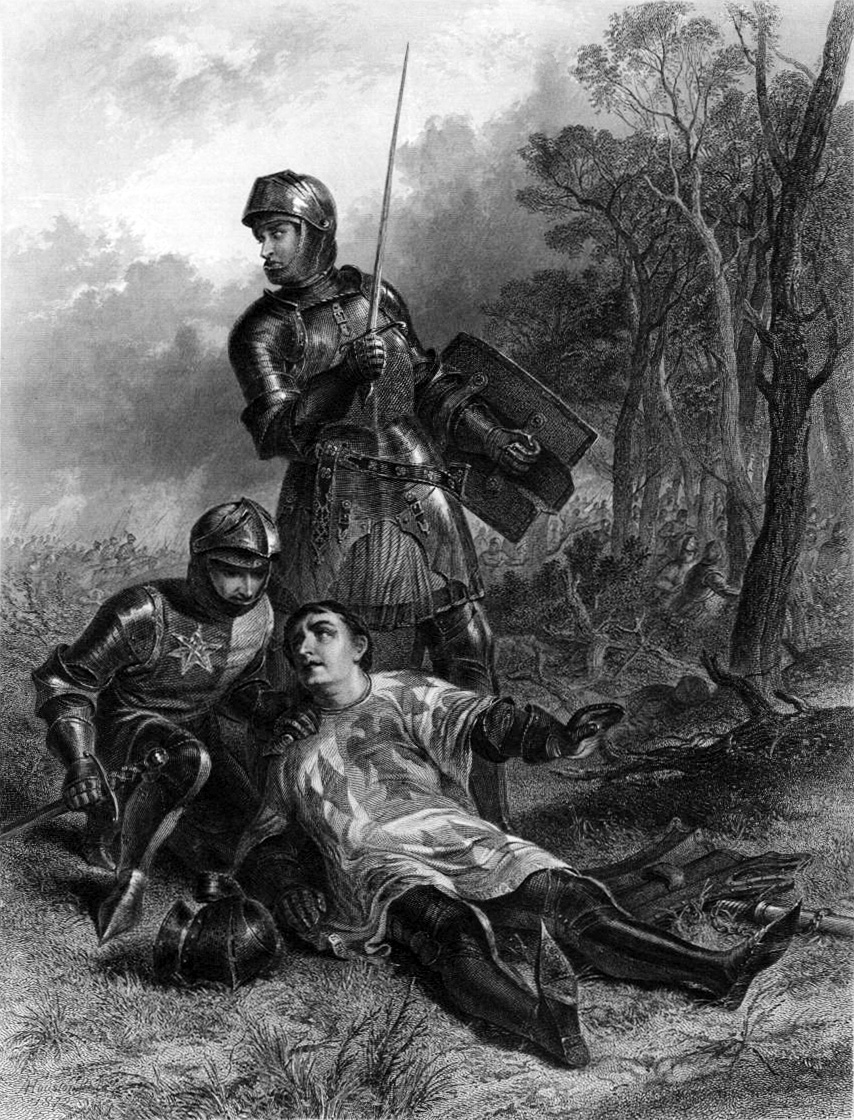
La Mort du Comte de Warwick par John Adam Houston, d'après The Works of Shakespeare: Imperial Edition, édité par Charles Knight (1870)

Édouard IV amène Warwick blessé, qui monologue en agonisant. Son ami Somerset lui apprend que son frère Montagu est mort. Warwick meurt, et ses amis Somerset et Oxford emportent son corps.

#### Scène 3 (suite de la scène précédente)
Édouard IV et ses frères apprennent que la reine Marguerite arrive avec une armée de 30 000 hommes. Ils partent à sa rencontre.

#### Scène 4 (bataille de Tewkesbury[11])
La reine Marguerite, le prince héritier Édouard, Somerset et Oxford se préparent au combat. Édouard IV et ses frères se lancent à l'assaut.

#### Scène 5 (suite de la scène précédente)
Édouard a gagné, Oxford est emprisonné, tandis que Somerset est décapité. Le prince Édouard est amené devant le roi Édouard IV, mais le premier lui tient tête. Édouard finit par le poignarder, Richard en fait autant, ainsi que Clarence. Sa mère, la reine Marguerite, effondrée, demande qu'on la tue aussi. Richard est prêt à le faire, mais Édouard l'arrête. 

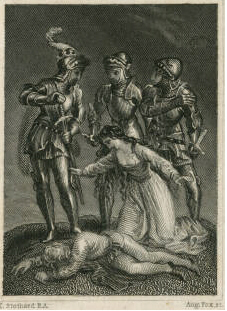
La mort du Prince Édouard, par Thomas Stothard.

Richard s'en va précipitamment à Londres.

#### Scène 6 (à la Tour de Londres)

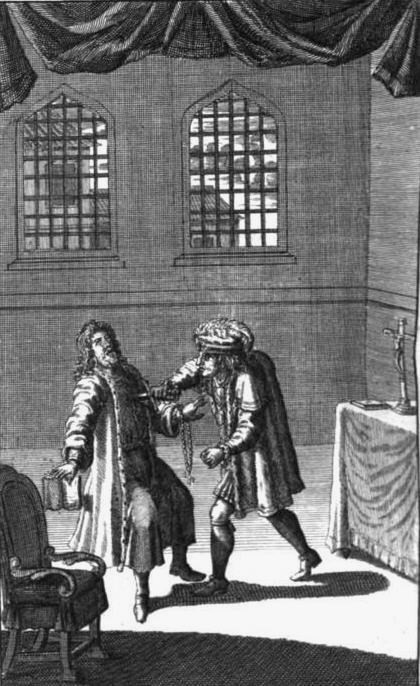
Meurtre d'Henri VI par Richard, duc de Gloucester, futur Richard III, à la Tour de Londres.

Richard vient voir Henri VI prisonnier à la Tour de Londres. Henri devine pourquoi il est venu. Richard lui donne un coup d'épée. Henri VI meurt, et Richard emporte son corps.

#### Scène 7 (au palais royal à Londres)
Édouard est une nouvelle fois assis sur le trône royal. Il se félicite, tandis que Richard poursuit en pensée ses rêves d'accession au trône. Pourtant ils embrassent tous le jeune enfant d'Édouard IV.

## Sources
La source principale de la pièce, qui est aussi celle de la plupart des pièces historiques, est le recueil des Chroniques de Raphael Holinshed. La réédition de cet ouvrage en 1587 laisse supposer que la pièce lui est postérieure. L'œuvre témoigne également de l'influence d'Édouard Hall : The Union of the Two Illustrious Families of Lancaster and York, et la critique universitaire est d'avis que Shakespeare connaissait le poème de Samuel Daniel sur les guerres civiles.

## Date et texte
Les pièces Henri VI font partie des premières œuvres de Shakespeare et leurs dates exactes de rédaction et même de représentation restent des sujets de controverse. Cette troisième partie n'a jamais été inscrite dans le Registre des Libraires. Il n'existe pas actuellement de consensus sur la question du statut de la pièce dans la série des trois Henri VI. 

## Fidélité à l'histoire
La pièce suit assez fidèlement le texte des chroniques, avec quelques écarts qui renforcent l'effet dramatique de l’œuvre. Le passage de Warwick du camp d'York à celui de Lancastre condense les différentes rébellions que lui et Clarence ont déclenché contre Édouard IV, seule la dernière étant un véritable passage à l'ennemi.

## Mises en scène

### En anglais
Le journal de Philip Henslowe note une représentation d’Henri VI le 3 mars 1592 par la troupe de Lord Strange. 
Cette première pièce a été très peu jouée par la suite. La première représentation connue date de 1906. Elle n'a jamais été publiée avant le premier folio de 1623.
En 1977, Terry Hands mit en scène une version non abrégée de la trilogie pour la Royal Shakespeare Company avec Alan Howard dans le rôle du roi et Helen Mirren dans celui de la reine Margaret. En 1980, la BBC adapta la trilogie pour le petit écran avec très peu de modifications du texte original. Entre 1987-89, Michael Bogdanov en donna pour la English Shakespeare Company une version personnelle et radicale, engagée à gauche, réduisant la trilogie à deux pièces. La mise en scène frappa les esprits par son recours à une imagerie patriotique anachronique et la prestation de Michael Pennington dans le double rôle du duc de Suffolk et de Jack Cade.
En 2002, Edward Hall mit en scène un spectacle intitulé Rose Rage, une synthèse en deux parties de la trilogie shakespearienne pour le théâtre de Haymarket.
En 2006-08, la Royal Shakespeare Company présente une nouvelle mise en scène non abrégée des deux tétralogies sous la direction de Michael Boyd. Les pièces sont jouées à Stratford-upon-Avon (au Courtyard Theatre) et à Londres.

### En Français
- En 1966, Henri VI, adaptation et mise en scène de Jean-Louis Barrault, à l'Odéon-Théâtre de France[14].

- En 1998, adaptation (extraits) des pièces Henri VI et Richard III, par Daniel Loayza, mise en scène de Patrice Chéreau, à La Manufacture des Œillets (Ivry-sur-Seine)[15].

- En 2006, mise en scène, par Lionel Fernandez, d'Henri VI, au Théâtre du Nord-Ouest[16],[17].
- De 2010 à 2014, Thomas Jolly échafaude la mise en scène de l'intégralité de la trilogie Henri VI de William Shakespeare. Il découpe l'œuvre en 2 grands cycles : le cycle 1 (qui regroupe l'intégralité de la première partie d'Henri VI et les 3 premiers actes de la deuxième partie d'Henri VI) est créé en Janvier 2012 au Trident-Scène Nationale de Cherbourg-Octeville. Le cycle 2 (qui regroupe les deux derniers actes de la deuxième partie d'Henri VI et l'intégralité de la troisième partie d'Henri VI) est créé dans la saison 2013/2014. L'œuvre est jouée dans son intégralité pour la première fois en juillet 2014 lors du Festival d'Avignon.